# Aioliops brachypterus
Aioliops brachypterus е вид лъчеперка от семейство Microdesmidae. Видът е световно застрашен, със статут Уязвим.

## Разпространение и местообитание
Разпространен е във Филипини.
Среща се на дълбочина от 3 до 10 m.

## Описание
На дължина достигат до 2,4 cm.